# Награды Бурунди
Награды Бурунди — система наград государства Бурунди состоящая из орденов и медалей, вручаемых за образцовую службу нации.

## История
Королевство Бурунди стало независимым от Бельгии в 1962 году. Король Мвамбутса IV учредил три рыцарских ордена, которые не пережили падения бурундийской монархии и убийства короля.

## Ордена и медали

### Ордена
| Лента | Название                                                            | Дата учреждения   |
| ----- | ------------------------------------------------------------------- | ----------------- |
|       | Королевский орден Карьенда (фр. Ordre Royal du Karyenda)            | 1 июля 1962 года  |
|       | Орден Принца Рвагасора (фр. Ordre du Prince Rwagasore)              | 1 июля 1962 года  |
|       | Королевский орден Рузинко (фр. Ordre Royal de Ruzinko)              | 1 июля 1962 года  |
|       | Военный орден Карьенда (фр. Ordre Militaire du Karyenda)            | 1 июля 1962 года  |
|       | Национальный орден Республики (фр. Ordre National de la République) | 1962 год          |
|       | Орден Дружбы Народов (Бурунди) (фр. Ordre de l'Amitié des Peuples)  | 16 июня 1982 года |
|       | Орден Заслуг перед Отечеством (фр. Ordre du Mérite Patriotique)     | 16 июня 1982 года |
|       | Орден Гражданских заслуг (фр. Ordre du Mérite Civique)              | 16 июня 1982 года |

### Медали
| Лента | Название                                                        | Дата учреждения |
| ----- | --------------------------------------------------------------- | --------------- |
|       | Медаль принца Рвагасора (фр. Médaille du Prince Rwagasore)      |                 |
|       | Медаль за похвальную службу (фр. Médaille du Service Méritoire) |                 |
|       | Медаль Первой годовщины республики                              | 1967 год        |